# Boljanina
Boljanina (en serbe cyrillique: Бољанина) est un village du nord-est du Monténégro, dans la municipalité de Bijelo Polje.

## Démographie

### Évolution historique de la population
| 1948 | 1953 | 1961 | 1971 | 1981 | 1991 | 2003 |
| ---- | ---- | ---- | ---- | ---- | ---- | ---- |
| 469  | 503  | 624  | 600  | 502  | 482  | 398  |